# P2 (film)
P2 is een Amerikaanse thriller uit 2007 onder regie van Franck Khalfoun. Het verhaal werd geschreven door Alexandre Aja en Grégory Levasseur. De titel verwijst naar de etage van een ondergrondse parkeergarage waarin de film zich afspeelt. P2 kwam in België uit op 5 maart 2008 en ging in Nederland in première op het Amsterdam Fantastic Film Festival op 14 april 2008.

## Verhaal
Angela moet op kerstavond overwerken omdat de cijfers in een financiële miljoenentransactie dringend aangepast moeten worden. Ze wenst iedereen alvast een fijne kerst en accepteert de excuses van Jim Harper, die hij met berouw komt maken naar aanleiding van ongewenste avances, die hij maakte tijdens een bedrijfsfeestje waarop hij te veel dronk. Angela is uiteindelijk de laatste van het bedrijf die vertrekt van kantoor, waar alleen nachtwaker Karl en de beheerder van de parkeergarage Thomas achter zullen blijven.
Angela's problemen beginnen wanneer ze niet bij haar auto kan komen omdat sommige deuren in de parkeergarage al gesloten zijn. Dit lost Thomas niettemin op wanneer ze hem erbij haalt. Maar dan start haar wagen niet en dit krijgt ook de behulpzaam lijkende garagewaker niet gemaakt. Ze belt daarop een taxi. Wanneer deze aankomt kan ze er echter niet naartoe, omdat alle uitgangen gesloten zijn. Angela gaat Thomas zoeken om de deur open te maken. Daarop gaan alle lichten uit en ziet ze Thomas nog net achter zich staan, voordat hij haar bedwelmt.
Wanneer Angela bijkomt, zit ze met haar enkel geboeid aan de tafel in het kantoortje van Thomas. Hij heeft haar kantoorkleren uitgetrokken en vervangen door een feestelijke witte jurk. Voor haar op tafel staat een kerstmaaltijd voor twee. Thomas ziet het helemaal zitten om kerstavond samen te gaan vieren met de vrouw voor wie hij een obsessie heeft, terwijl hij doorgaans bijna altijd alleen is. Hij voert haar mee naar etage P4, waar hij Jim heeft gekneveld, en vermoordt hem. Daarop kan Angela ontsnappen, maar de parkeergarage is volledig afgesloten.
Er volgt een lang kat-en-muisspel tussen Angela en Tom. Angela breekt binnen in het kantoor van een huurwagenbedrijfje dat in de garage gevestigd is, en bemachtigt zo een auto. Vlak voor de uitgang ramt Tom haar echter en na een achtervolging gaat ze overkop. Als Tom haar portier opent veinst ze bewusteloos te zijn waarop ze hem in het oog steekt en vastboeit aan de wagen. Hij probeert eerst op haar in te praten maar scheldt haar dan uit, waarop ze met zijn stroomstootwapen lekkende brandstof aansteekt. Bij de resulterende explosie komt Tom om, waarop Angela de poort opent en eindelijk kan ontsnappen.

## Rolverdeling
- Rachel Nichols als Angela Bridges, de protagonist
- Wes Bentley als Thomas (Tom) Barclay, de antagonist
- Simon Reynolds als Jim Harper, de collega die Angela lastigviel
- Philip Akin als Karl Donson, de nachtwaker van het gebouw boven de parkeergarage
- Miranda Edwards als Jody, collega van Angela
- Philip Williams, als politieagent
- Arnold Pinnock, als politieagent
- Paul Sun-Hyung Lee, als man in lift